# Takasi Tokioka
Takasi Tokioka (時岡 隆, Tokioka Takashi, 1913 – 30 septembre 2001) est un zoologue japonais. Il a publié plus de 200 articles scientifiques sur les animaux marins on marine tels que les chaetognathes, les cténophores, et les tuniciers. Il est professeur de zoologie à l'université de Kyoto et travaille au laboratoire Seto de biologie marine (en) à Shirahama dans la préfecture de Wakayama, dont il est le directeur de 1975 à 1977.

## Espèces éponymes
Au moins une douzaine d'espèces sont nommées en son honneur dont les suivantes :
- Acartia tokiokai Mori, 1942 - Copepoda
- Atlanta tokiokai van der Spoel & Troost, 1972 - Heteropoda
- Bolivina tokiokai Uchio, 1962 - Foraminifera
- Eudistoma tokiokai Nishikawa, 1990 - Ascidiacea
- Euchromadora tokiokai Wieser, 1955 - Nematoda
- Krohnittella tokiokai Bieri, 1974 - Chaetognatha
- Ophiocentrus tokiokai Irimura, 1981 - Ophiuroidea
- Polycarpa tokiokai Monniot & Monniot, 1996 - Ascidiacea
- Styela tokiokai Nishikawa, 1991 - Ascidiacea